# Croton integrifolius
Espèce
Classification APG III (2009)
Croton integrifolius est une espèce de plantes à fleurs du genre Croton et de la famille des Euphorbiaceae présente en Angola.